# Holland Casino Amsterdam
Het Holland Casino Amsterdam is een casino aan het Max Euweplein in Amsterdam. Het gebouw werd in 1991 in gebruik genomen. Exploitant van het casino is Holland Casino.

## Geschiedenis
Het Huis van Bewaring aan het Kleine-Gartmanplantsoen werd in 1979 gesloten toen de Bijlmerbajes werd geopend. Het leegstaande Huis van Bewaring werd toen onderwerp van debat over herbestemming. In 1984 koos het college van burgemeesters en wethouders van de Gemeente Amsterdam met wethouder Jan Schaefer – in weerwil van de wens van de buurtbewoners – voor een herbestemmingsplan met een casino.
Het casino moest de grootste worden van Europa met 42 speeltafels voor onder meer roulette, blackjack en baccarat, en 400 speelautomaten. De exploitatie zou in handen komen van De Nationale Stichting tot Exploitatie van Casinospelen (het huidige Holland Casino). Het theater-restaurant Lido werd ten behoeve van de nieuwbouw grotendeels gesloopt. Uitsluitend de naastgelegen villa aan de Leidsekade 109-110 werd behouden zij het dat een hoek van de villa iets werd afgeschuind.
Vanaf 1 december 1986 was het Holland Casino tijdelijk gevestigd in de kelder van het Hilton Hotel in Amsterdam. Die locatie werd verlaten toen het nieuwe casino werd geopend.
Op 3 november 1991 werd het gebouw officieel in gebruik genomen. Burgemeester Ed van Thijn verrichte de opening door een slinger te geven aan het Rad van Fortuin. Hij noemde het gebouw "Het mooiste casino dat ik in jaren heb gezien". De architectuur kon echter niet op iedereens goedkeuring rekenen blijkens een artikel van Max van Rooy in het NRC Handelsblad, die het uiterlijk van het nieuwe Holland Casino vergeleek met een mortuarium.

### Het Lido
Het gebouw kreeg op de benedenverdieping een aantal horecafacaliteiten, waaronder een theater-restaurant, die in eerste instantie werden geëxploiteerd door Horeca Exploitatiemaatschappij De Vondelbrug B.V., een volle dochteronderneming van Grand Hotel Krasnapolsky. Dat gedeelte van het gebouw wordt ook wel het Lido genoemd, vernoemd naar de gelijknamige horecavoorziening die voorheen op de plek van het gebouw gevestigd was.

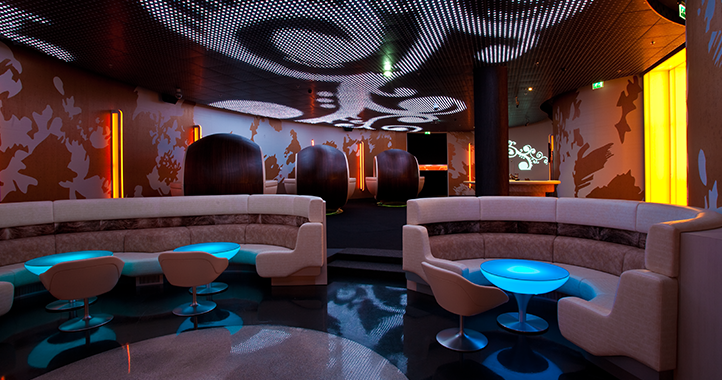
Interieur van de Lido Club

In 1996 nam Holland Casino het Lido over. De kelder werd toen jarenlang gebruikt als pokerroom. In 2011 werd de Lido Club geopend, een nieuw concept dat de integratie moest vormen van gambling, gaming en clubbing’. De Lido Club richtte zich op twintigers tot dertigers, een doelgroep die door Holland Casino steeds minder goed bereikt werd. De Lido Club werd bij gebrek aan belangstelling een flop.
In 2016 werd bekend dat Won Yip een sushi-restaurant zou openen in het Lido. Dat restaurant sloot op 1 juli 2021 zijn deuren. Holland Casino nam het pand toen weer in eigen beheer en sinds 2022 is er een grand-café gevestigd.

## Spelaanbod
Het Holland Casino heeft een breed aanbod aan casinospelen, waaronder roulette, blackjack, bingo, punto banco, caribbean stud poker, diceball en Casino21.

### Poker
Naast het traditionele kansspelaanbod heeft het Holland Casino Amsterdam zich vrijwel direct vanaf de start gericht op het aanbieden van poker. De vestiging heeft een doorlopend aanbod van cashgames en pokertoernooien.
In het Holland Casino Amsterdam worden een aantal keer per jaar prestigieuze pokertoernooiseries gehouden. Zo wordt sinds 1992 de Master Classics of Poker in het casino gehouden, een van de langslopende pokertoernooiseries ter wereld. De MCOP werd in 2023 voor de 31e keer georganiseerd.
Ook wordt sinds 2015 de World Poker Tour Amsterdam gehouden. Met de introductie van de Amsterdam Poker Series in 2023 heeft het Holland Casino Amsterdam zijn derde grote pokerevenement in huis gehaald.

## Trivia
- In 2011 won oud-voetballer Marciano Vink een jackpot in het Holland Casino Amsterdam ter waarde van 1.386.408,59 euro.[12]
- Sinds 2018 is er een tweede vestiging van het Holland Casino gevestigd in Amsterdam, het Holland Casino Sloterdijk.[13]